# Ino-Head Gargoyle
Ino-Head Gargoyle (井の頭ガーゴイル?, Inokashira gāgoiru) è un manga di Tōru Fujisawa, spin-off della sua opera precedente Great Teacher Onizuka.
La serie di Tōru Fujisawa utilizza un gioco di parole come spesso avviene nei titoli in lingua giapponese: infatti può significare sia "Il gargoyle di Inokashira", un parco nel distretto di Tama, a Tokyo oppure "Il capo gargoyle".

## Trama
Conosciuto come il gargoyle della stazione di polizia del parco Inogashira a causa della sua spaventosa faccia, Toshiyuki Saejima era uno sfigato, un sempliciotto a tutti gli effetti, ma non è stato sempre così. Quando andava alle superiori era temuto e considerato da tutti un duro ed ora si è ridotto ad essere una persona per cui la gente prova una grande tristezza.
Un giorno incontra Shizuka Arimori, una bellissima ragazza che non si fa problemi a proposito della sua vita sessuale, e scopre che lei era una raffinata escort che è stata con oltre 1000 uomini. Lo faceva per amore, a causa del suo violento ragazzo; una volta resasi conto del suo errore, smette. Shizuka è ora vittima di molestie e Toshiyuki rispolvera la sua personalità aggressiva per proteggere l'amore della sua vita.